# Margarita Schuyler Van Rensselaer

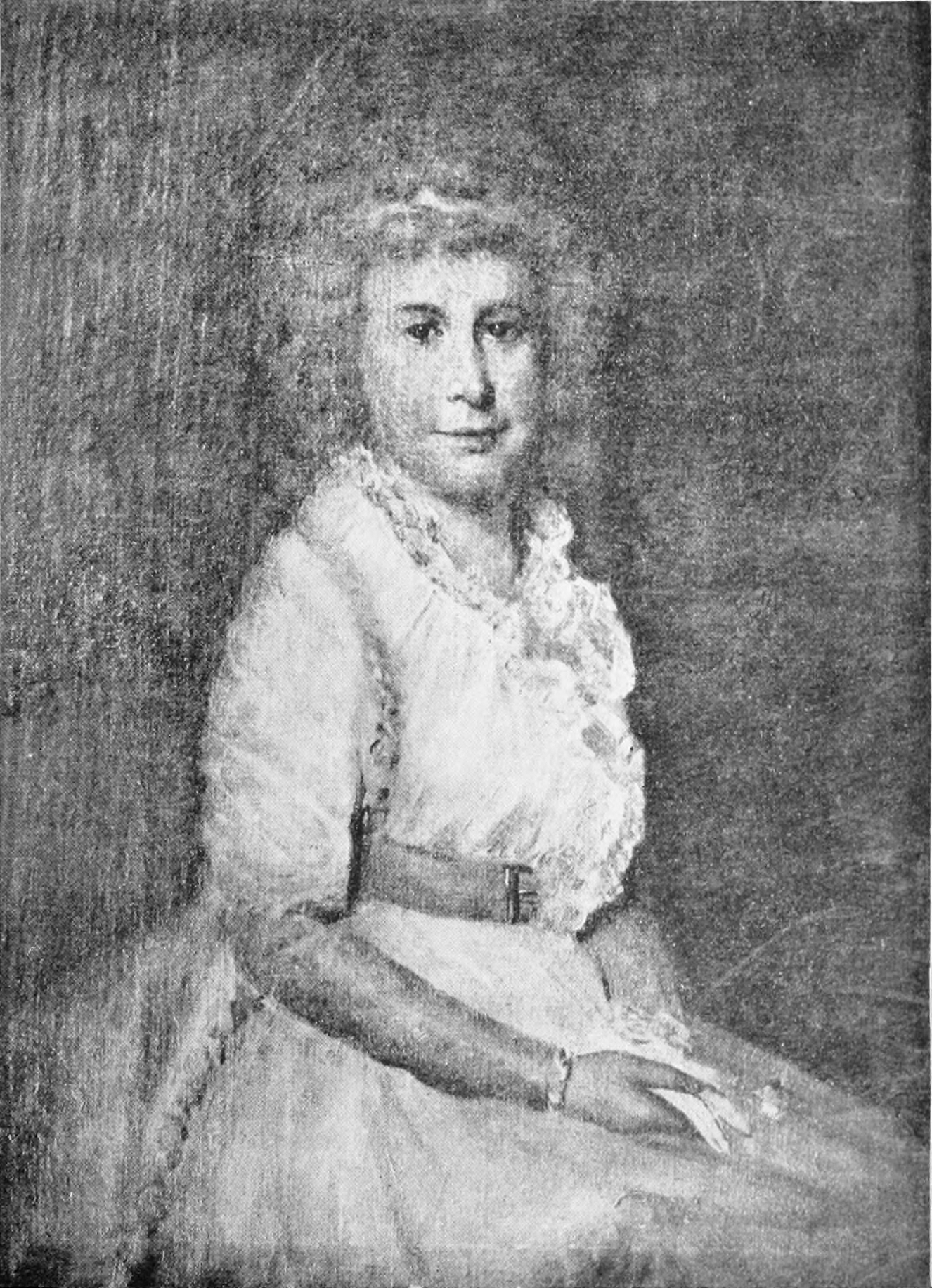
Kopie einer zeitgenössischen Zeichnung

Margarita „Peggy“ Schuyler Van Rensselaer (geboren 19. September 1758 in Albany (New York); gestorben 14. März 1801 ebenda) war eine prominente Vertreterin der gesellschaftlichen Oberschicht im Staat New York während der Zeit der Unabhängigkeitskriege und der ersten Jahre der USA.

## Herkunft und Jugend
Margarita Schuyler, im familiären Umfeld Peggy genannt, wurde 1758 als dritte Tochter von Catharine Schuyler, geb. Van Rensselaer (1734–1803) und Philip Schuyler (1733–1804) in Albany geboren. Ihr Vater war General der amerikanischen Kontinentalarmee im amerikanischen Unabhängigkeitskrieg. Beide Eltern entstammten wohlhabenden im 17. Jahrhundert aus den Niederlanden eingewanderten Familien. Peggy hatte sieben Geschwister, die das Erwachsenenalter erreichten, darunter Philip Jeremiah Schuyler (1768–1835), Angelica Schuyler Church (1756–1814) und Elizabeth Schuyler Hamilton (1757–1854).
Von den Kriegswirren unberührt erlebte sie eine wohlbehütete und sorgenfreie Kindheit. Sie wurde von ihrer Mutter erzogen und in allen hauswirtschaftlichen Fähigkeiten inklusive Nähen ausgebildet. Die Schuylers gehörten wie die meisten hollandstämmigen Familien der Dutch Reformed Church in Albany an.
Am 7. August 1781 drang eine Gruppe von Loyalisten und verbündeter Indigener auf der Suche nach Philip Schuyler in den Familiensitz Schuyler Mansion in Albany ein. Es wird berichtet, dass die Familienmitglieder und Gäste, darunter Eliza und Angelica, die beide schwanger waren, sich im Obergeschoss versteckten, als man bemerkte, dass Philip und Catharine Schuylers neugeborene Tochter Catharine (1781–1857) noch im Erdgeschoss war. Peggy ging nach unten, um das Baby zu holen, wurde aber durch einen der indianischen Angreifer bedroht, der sie nach dem Aufenthaltsort ihres Vaters fragte. Sie gab spontan die Antwort, dass dieser die Stadt in Alarm versetzt habe, worauf die Angreifer die Flucht ergriffen hätten, einer jedoch einen Tomahawk nach Peggy geschleudert habe, die mit dem Kind nach oben flüchtete. Der Tomahawk habe eine Kerbe im Geländer hinterlassen, die die Familie Schuyler zur Erinnerung unverändert belassen habe. Diese Details wurden erstmals in den 1830er Jahren berichtet, es gibt dafür aber keine zeitgenössischen Quellen.

## Erwachsenenleben
Im Juni 1783 heiratete Peggy Stephen Van Rensselaer III. (1764–1839), einen entfernten Cousin, der damals 19 Jahre alt war; sie dagegen war fast 25 Jahre alt, als sie miteinander durchbrannten. Die Van Rensselaers gehörten wie die Schuylers zu den reichsten und einflussreichsten Familien in New York. Freunde und Familie argumentierten, dass Van Rensselaer für eine Heirat viel zu jung sei, aber man war sich einig, dass die Ehe mit Peggy sich günstig für seine Karriere auswirken werde. Mit Erreichen der Volljährigkeit mit 21 Jahren wurde Van Rensselaer Haushaltsvorstand auf Van Rensselaer Manor, da sein Vater schon gestorben war, als Stephen erst fünf Jahre alt war. Bis 1789 bekam das Paar drei Kinder. Nur der jüngste Sohn Stephen erreichte das Erwachsenenalter (1789–1868).
1799 erkrankte Peggy. Ihr Zustand verschlechterte sich im Winter 1800–1801. Sie starb am 14. März 1801. Gemäß Ron Chernow war ihr Schwager Alexander Hamilton in dieser Zeit in Albany anwaltlich beschäftigt. Hamilton besuchte ihr Krankenlager oft und hielt Eliza auf dem Laufenden. Als Hamiltons Arbeit abgeschlossen war, bat Peggy ihn, noch einige Tage zu bleiben, und er erfüllte ihr diesen Wunsch. Wenige Tage später musste Hamilton seiner Frau die traurige Mitteilung machen: „Am Samstag, liebe Eliza, hat deine Schwester Leiden und Freuden hinter sich gelassen, um Ruhe und Glück in einem besseren Land zu finden.“
Seit der Verlobung ihrer Schwester Eliza mit Hamilton hatten Peggy und er immer in freundschaftlichem Briefkontakt gestanden.

## Rezeption
Peggy wurde im 2015 erstaufgeführten Musical Hamilton von Jasmine Cephas Jones dargestellt, die auch die Rolle in der Verfilmung von 2020 übernahm. Peggy hat einen Auftritt in dem Song „The Schuyler Sisters“. Ihre Liedzeile „...and Peggy“ entwickelte sich zu einem  Internet-Meme.